# Konstanty Kazimierz Szlubicz Załęski
Konstanty Kazimierz Szlubicz Załęski herbu Prus I – podkomorzy czernihowski w latach 1717-1720, podkomorzy nowogrodzkosiewierski w latach 1700-1717, chorąży nowogrodzkosiewierski w 1692 roku, podstoli czernihowski w latach 1682-1692, skarbnik czernihowski w latach 1676-1680, sędzia grodzki łucki.
Poseł sejmiku czernihowskiego na sejm 1690 roku, sejm nadzwyczajny 1693 roku.